# Karate na Igrzyskach Śródziemnomorskich 2013
Karate na Igrzyskach Śródziemnomorskich 2013 odbywało się w dniach 28–29 czerwca 2013 roku. Zawodnicy obojga płci rywalizowali łącznie w dziesięciu konkurencjach w Edip Burhan Spor Salonu.

## Podsumowanie

### Klasyfikacja medalowa
| Klasyfikacja medalowa | Klasyfikacja medalowa | Klasyfikacja medalowa | Klasyfikacja medalowa | Klasyfikacja medalowa | Klasyfikacja medalowa |
| Miejsce               | Państwo               | Złoto                 | Srebro                | Brąz                  | Razem                 |
| --------------------- | --------------------- | --------------------- | --------------------- | --------------------- | --------------------- |
| 1                     | Turcja                | 6                     | 2                     | 0                     | 8                     |
| 2                     | Egipt                 | 2                     | 3                     | 3                     | 8                     |
| 3                     | Włochy                | 2                     | 0                     | 6                     | 8                     |
| 4                     | Hiszpania             | 0                     | 2                     | 1                     | 3                     |
| 5                     | Francja               | 0                     | 1                     | 5                     | 6                     |
| 6                     | Maroko                | 0                     | 1                     | 1                     | 2                     |
| 7                     | Grecja                | 0                     | 1                     | 0                     | 1                     |
| 8                     | Algieria              | 0                     | 0                     | 2                     | 2                     |
| 9                     | Chorwacja             | 0                     | 0                     | 1                     | 1                     |
| 9                     | Słowenia              | 0                     | 0                     | 1                     | 1                     |
| Razem                 | Razem                 | 10                    | 10                    | 20                    | 40                    |

### Medaliści
| Konkurencja   | 1. miejsce         | 2. miejsce              | 3. miejsce                         |           |           |           |
| Mężczyźni     | Mężczyźni          | Mężczyźni               | Mężczyźni                          | Mężczyźni | Mężczyźni | Mężczyźni |
| ------------- | ------------------ | ----------------------- | ---------------------------------- | --------- | --------- | --------- |
| do 60 kg      | Luca Maresca       | Mohamed Ali             | El Mehdi Benrouida Johan Lopes     |           |           |           |
| do 67 kg      | Ömer Kemaloğlu     | Redouan Kousseksou      | Magdy Mohamed Mohamed Boudis       |           |           |           |
| do 75 kg      | Serkan Yağcı       | Fernando Moreno Paz     | Luigi Busà Ahmed Solyman           |           |           |           |
| do 84 kg      | Hany Keshta        | Michail Georgios Tzanos | Nello Maestri Juš Markač           |           |           |           |
| powyżej 84 kg | Stefano Maniscalco | Enes Erkan              | Missipsa Hamadimi Mohanad Mohammed |           |           |           |
| Kobiety       |                    |                         |                                    |           |           |           |
| do 50 kg      | Serap Özçelik      | Areeg Rashed            | Giorgia Gargano Alexandra Recchia  |           |           |           |
| do 55 kg      | Tuba Yenen         | Lucie Ignace            | Marta Armentia Selene Guglielmi    |           |           |           |
| do 61 kg      | Giana Lotfy        | Bahar Erşeker           | Laura Pasqua Lucile Breton         |           |           |           |
| do 68 kg      | Hafsa Burucu       | Irene Colomar Costa     | Alizée Agier Azra Sales            |           |           |           |
| powyżej 68 kg | Meltem Hocaoğlu    | Shymaa Al Sayed         | Nadège Ait Ibrahim Greta Vitelli   |           |           |           |